# Pradeep Sarkar
Pradeep Sarkar (ur. 30 kwietnia 1955, zm. 24 marca 2023) – bollywoodzki reżyser i scenarzysta filmowy. Debiutował w 2005 roku nagradzanym i cieszącym się popularnością filmem Poślubiona. Wystąpili w nim Saif Ali Khan, Sanjay Dutt, Vidya Balan i Dia Mirza. W 2007 roku nakręcił Podróż kobiety z Rani Mukerji w roli głównej.

## Filmografia
| Rok  | Film                                     | Role                            |
| ---- | ---------------------------------------- | ------------------------------- |
| 2007 | Podróż kobiety (Laaga Chunari Mein Daag) | reżyser, scenarzysta            |
| 2007 | Eklavya: The Royal Guard                 | Visual Director                 |
| 2005 | Poślubiona (Parineeta)                   | reżyser, scenarzysta, scenograf |
| 2000 | Misja w Kaszmirze (Mission Kashmir)      | asystent reżysera               |

## Nagrody i nominacje
- 2005: Nagroda Filmfare za Najlepszą Scenografię – Poślubiona
- 2005: Nagroda Zee Cine za Najlepszy Debiut Reżyserski – Poślubiona
- 2006: National Film Award, Indira Gandhi Award for Best First Film of a Director – Poślubiona
- 2005: nominacja do Nagrody Filmfare dla Najlepszego Reżysera – Poślubiona